# 李圆通 (万安郡公)
李圆通，京兆郡泾阳县人，北周、隋朝官员。
楊忠属下軍士李景与家僮侍女私通生下李圆通。李景不认他，李圆通身分低下，在楊堅家中差遣。楊堅年轻的时候，每次宴请賓客，常让李圆通监管厨房。李圆通性格严厉，婢僕都敬畏他。楊勇的乳母轻视李圆通，賓客还没有供食完毕，她就前来索取，有时不等李圆通同意，就自行拿走。李圆通大怒，鞭打乳母数十下，喊声響撤邸内。賓客离开後，楊堅詳加察知事情原委，召来李圆通，命他坐下赐给他食物，褒扬他的行為，认为可以委任大事。楊堅袭封隋国公，提拔李圆通为参軍事。
楊堅在北周为相，李圆通被封为怀昌男。後任帥都督，進爵新安子。北周諸王惧怕楊堅，想要发现楊堅的破绽，以图对他不利。李圆通严加保护，楊堅数度免除危险。楊堅非常感謝，让李圆通参与政事。李圆通担任相国外兵曹，兼左親信军。不久，拜为上儀同。581年，楊堅建立隋朝，李圆通任内史侍郎，兼左衛長史，進爵为伯。历任左庶子、右庶子、給事黄門侍郎、尚書左丞，兼任刑部尚書。深受文帝楊堅信任。後来担任尚書左丞，兼左翊衛驃騎将軍。攻打南朝陳，李圆通为行軍总管在楊素属下進軍信州道，因功受位大将軍，進万安县侯，担任揚州总管長史。不久转任并州总管長史。文帝子秦王楊俊優柔寡断，并州府内大事多由李圆通裁決。回到長安，担任司農卿、治粟内史，转任刑部尚書。数年後，再任并州長史。秦王楊俊因为奢侈获罪，李圆通连坐免官。不久，恢复官职，担任检校刑部尚書事。仁寿年間，因勋功進爵为郡公。
604年，隋煬帝即位，李圆通任兵部尚書。煬帝巡幸揚州，命李圆通留守長安。他把宇文述的田地返还百姓，宇文述告发他受贿。煬帝大怒召李圆通到洛陽，将他免官。李圆通担忧害怕，发病去世。爵位还如生前，追贈柱国。
其子李孝常，大業末年担任華陰令。

## 延伸阅读
[在维基数据编辑]
 《隋書·卷64》，出自魏徵《隋书》
 《北史·卷075》，出自李延壽《北史》